# Бауцен (район)
Бауцен (нім. Landkreis Bautzen) або Будишин (в.-луж. Wokrjes Budyšin) — район в Німеччині, в землі Саксонія.
Центр району — місто Бауцен. Підпорядкований адміністративному округу Дрезден. Площа — 2 390,65 км². Населення — 298 010 особи. Густота населення — 139 осіб/км².
Офіційний код району 14 6 25.

## Адміністративний поділ
Район складається з 11 міст і 47 громад (нім. Gemeinden).
Дані про населення наведені станом на 31 грудня 2020.
| Міста 1. Бауцен (38 006) 2. Бернсдорф (6344) 3. Бішофсверда (10 788) 4. Вайсенберг (3067) 5. Вільтен (4786) 6. Віттіхенау (5723) 7. Ельстра (2704) 8. Каменц (16 998) 9. Кенігсбрюк (4565) 10. Радеберг (18 597) 11. Ширгісвальде-Кіршау (6142) Громади 1. Арнсдорф (4908) 2. Буркау (2632) 3. Вахау (4271) 4. Газельбахталь (3997) 5. Геда (3020) 6. Гоєрсверда (31 790) 7. Гохкірх (2250) 8. Гросгартау (2832) 9. Гросдубрау (4268) 10. Гроснаундорф (965) 11. Гроспоствіц (Верхня Лужиця) (2740) 12. Гросрерсдорф (9659) 13. Деміц-Туміц (2637) 14. Добершау-Гауссіг (4173) 15. Ельстергайде (3435) 16. Золанд-на-Шпре (6628) 17. Кенігсварта (3394) | 1. Кроствіц (1022) 2. Кубшюц (2533) 3. Куневальде (4587) 4. Лаусніц (1837) 5. Лаута (8211) 6. Ліхтенберг (1632) 7. Лоза (5187) 8. Мальшвіц (4637) 9. Небельшюц (1208) 10. Нешвіц (2407) 11. Нойкірх/Лужиця (4806) 12. Нойкірх (1624) 13. Обергуріг (2090) 14. Огорн (2445) 15. Ослінг (2262) 16. Оттендорф-Окрілла (9942) 17. Паншвіц-Кукау (2071) 18. Пульсніц (7433) 19. Пушвіц (808) 20. Радібор (3163) 21. Ральбіц-Розенталь (1709) 22. Рамменау (1342) 23. Рекельвіц (1111) 24. Франкенталь (915) 25. Швепніц (2463) 26. Шентайхен (2071) 27. Шмельн-Пуцкау (2964) 28. Шпреталь (1832) 29. Штайна (1649) 30. Штайнігтвольмсдорф (2801) |